# Тсуга южнояпонская
Тсуга южнояпонская, Тсуга Зибольда (лат. Tsuga sieboldii) — хвойное дерево, вид рода Тсуга (Tsuga) семейства Сосновые (Pinaceae), эндемик Японии, произрастающее на японских островах Хонсю, Кюсю, Сикоку и Якусима.

## Ботаническое описание

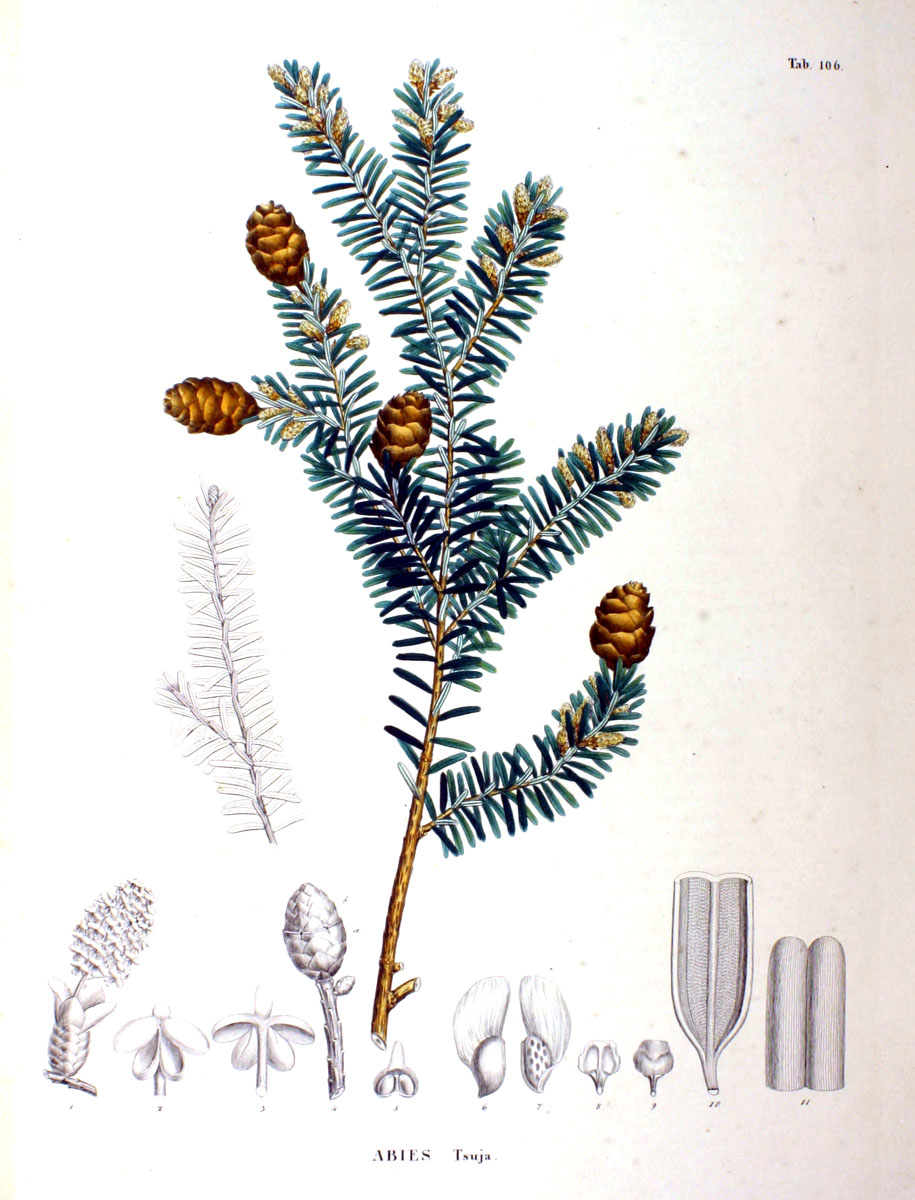
Tsuga sieboldii. Иллюстрация 1870 года (Flora Japonica)

Тсуга южнояпонская — вечнозелёное дерево, часто многоствольное от основания, густая крона ширококоническая и заострённая. Кора тёмно-розово-серого цвета. Молодое дерево имеет гладкую кору с горизонтальными складками, позже кора трескается на квадратные фрагменты и расслаивается. Молодые побеги имеют бледно-блестящий охристый цвет, но могут варьировать от белого до бледно-коричневого. Основание черешка красно-коричневое. Хвоинки плотно расположены неправильными плоскими рядами, широкие и короткие по сравнению с другими видами рода: от 0,7 см до 2 см в длину и примерно на 0,2 см в ширину. Иголки тупые, с зазубринами на кончиках и блестящие тёмно-зелёные сверху. На нижней стороне листьев две широкие тусклые белые устьичные полосы. Бутоны располагаются на узком основании яйцевидные тёмно-оранжевого цвета с выпуклой чешуёй.
Тычиночные (мужские) цветки на слабых побегах верхушечные, мелкие 2 мм, шаровидные по форме и вишнёво-красного цвета. Пестичные (женские) цветки немного крупнее — 5 мм, пурпурного цвета и узловато-яйцевидной формы. Тёмно-коричневые шишки висячие яйцевидно-конической формы. Кончики тупые, размер шишек составляет около 2,3 см в длину и 1,3 см в ширину, чешуйки с плоской вершиной.

## Распространение и местообитание
Вид является эндемиком Японии. Встречается на японских островах Хонсю, Кюсю, Сикоку и Якусима. Ареал вида простирается на японских островах Хонсю, Кюсю и Сикоку к югу от 36-й параллели с. ш., также встречается в Южной Корее в провинции Кёнсан-Пукто.
Тсуга южнояпонская растёт в прохладных влажных лесах на высоте от 500 до 1 500 м над уровнем моря на хорошо дренированных, свежих или влажных, кислых или нейтральных, песчаных или песчано-гуминовых почвах, богатых питательными веществами. Дерево избегает почв с повышенным содержанием кальция. Встречается на солнечных и частично затенённых местах с годовым количеством осадков от 1000 до 2000 мм. Морозостойкий вид. В чистых насаждениях растёт редко, в основном в смешанных хвойных лесах вместе с такими видами как пихта крепкая (Abies firma), псевдотсуга японская (Pseudotsuga japonica), кипарисовик туполистный (Chamaecyparis obtusa), криптомерия японская (Cryptomeria japonica), сосна густоцветковая (Pinus densiflora), сосна мелкоцветковая (Pinus parviflora) и японская зонтичная пихта (Sciadopitys verticillata).

## Охранный статус
Международный союз охраны природы (МСОП) классифицирует вид как близкий к уязвимому положению.

## Галерея

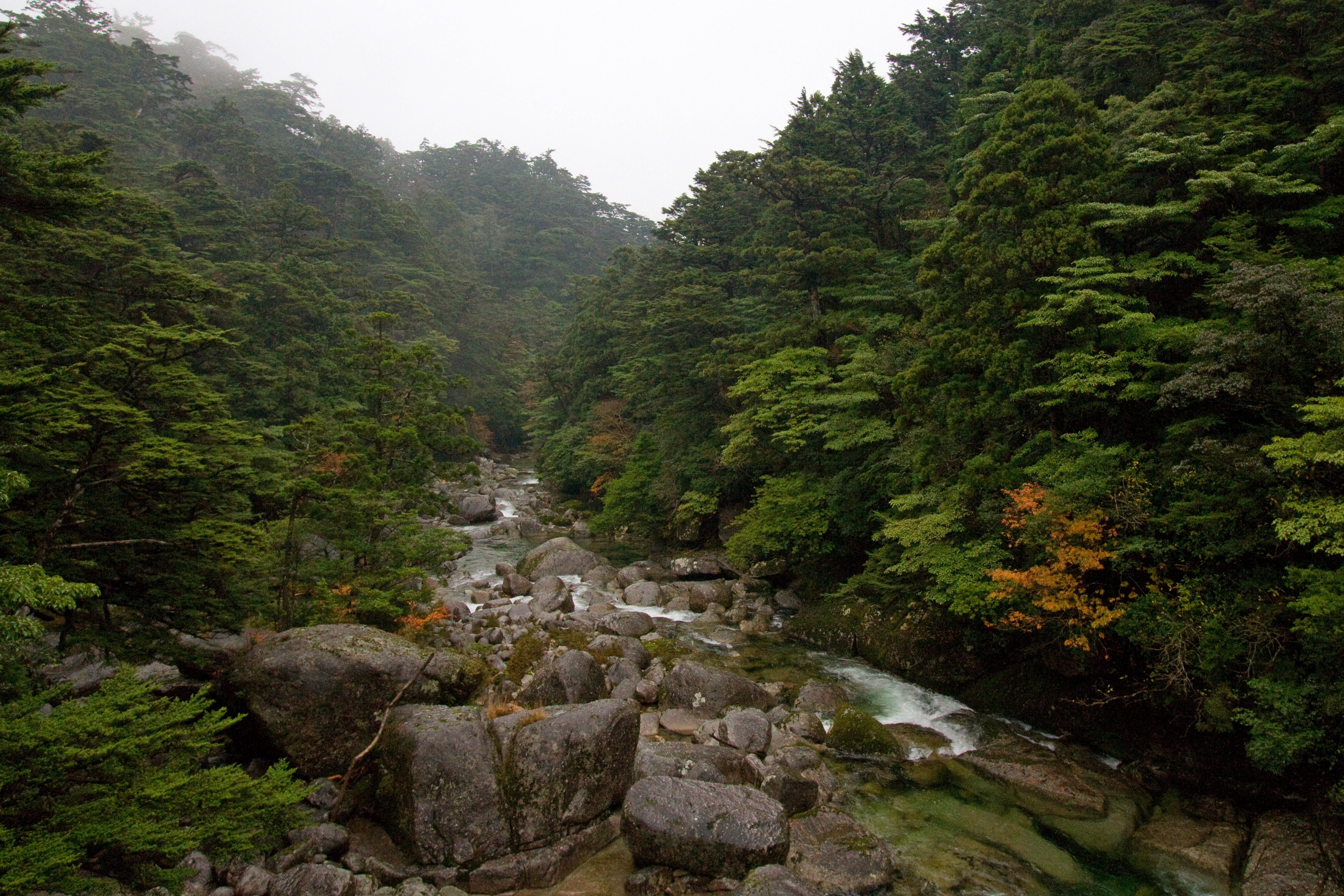
Естественное местообитание тсуги южнояпонской
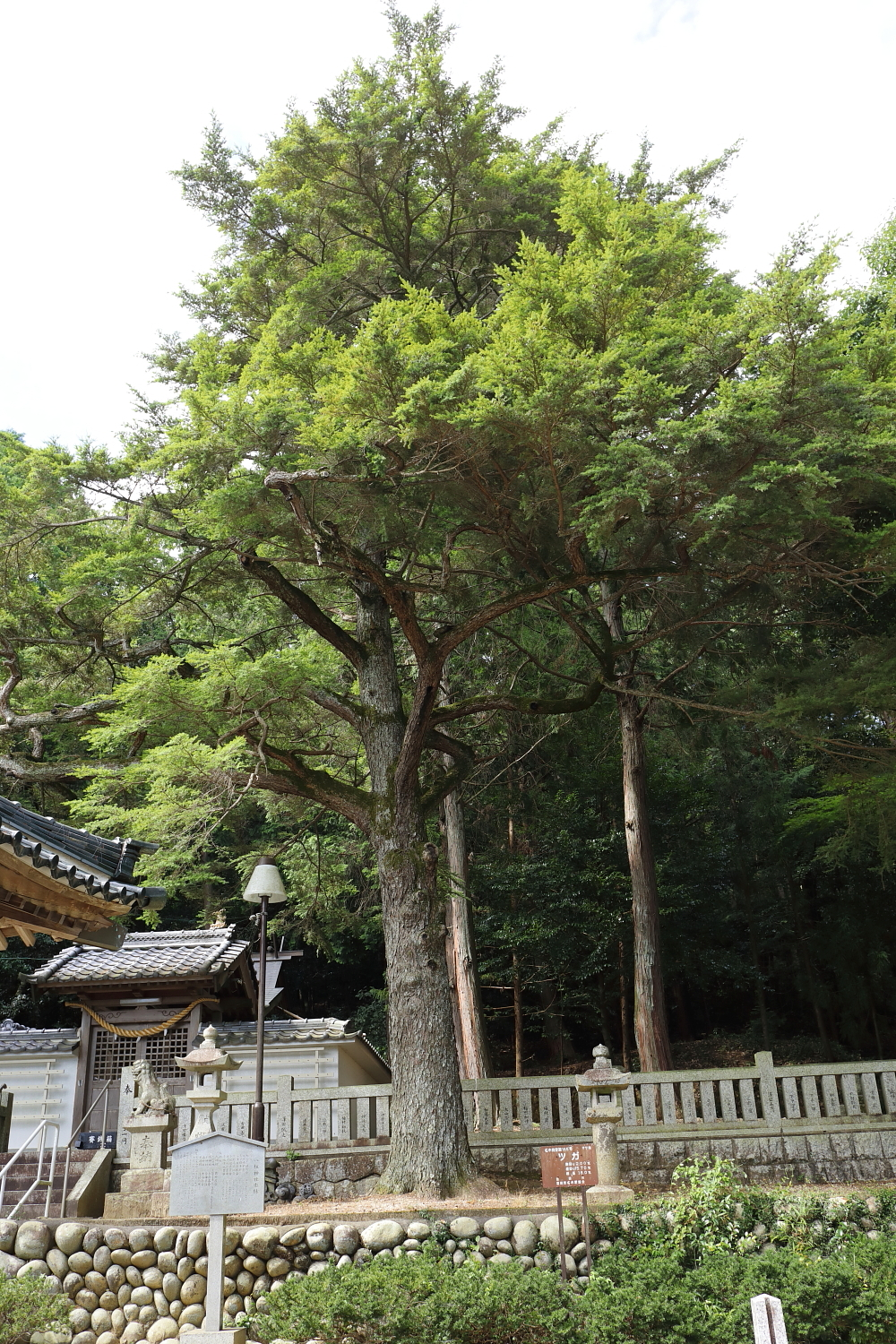
Общий вид дерева
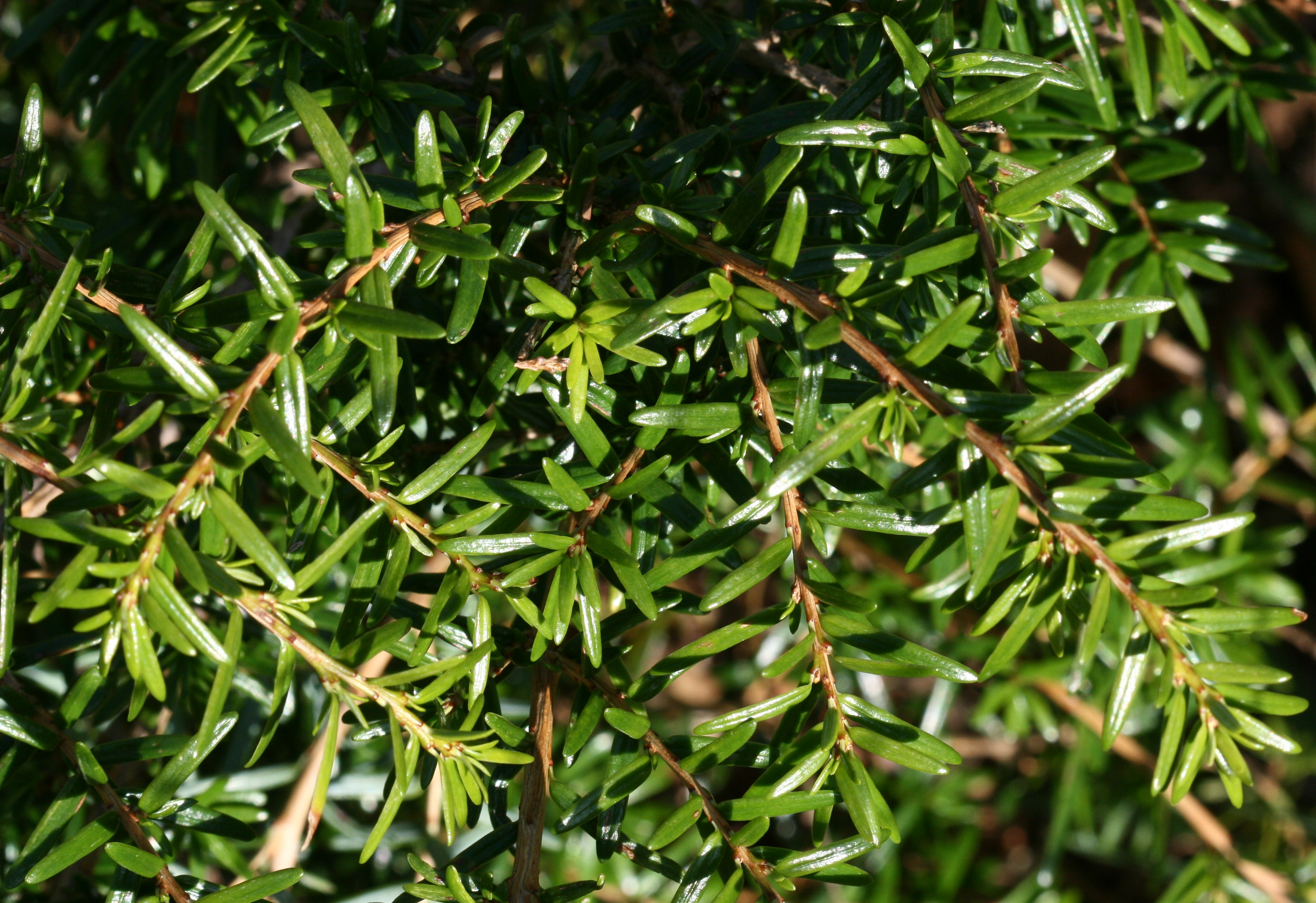
Листья
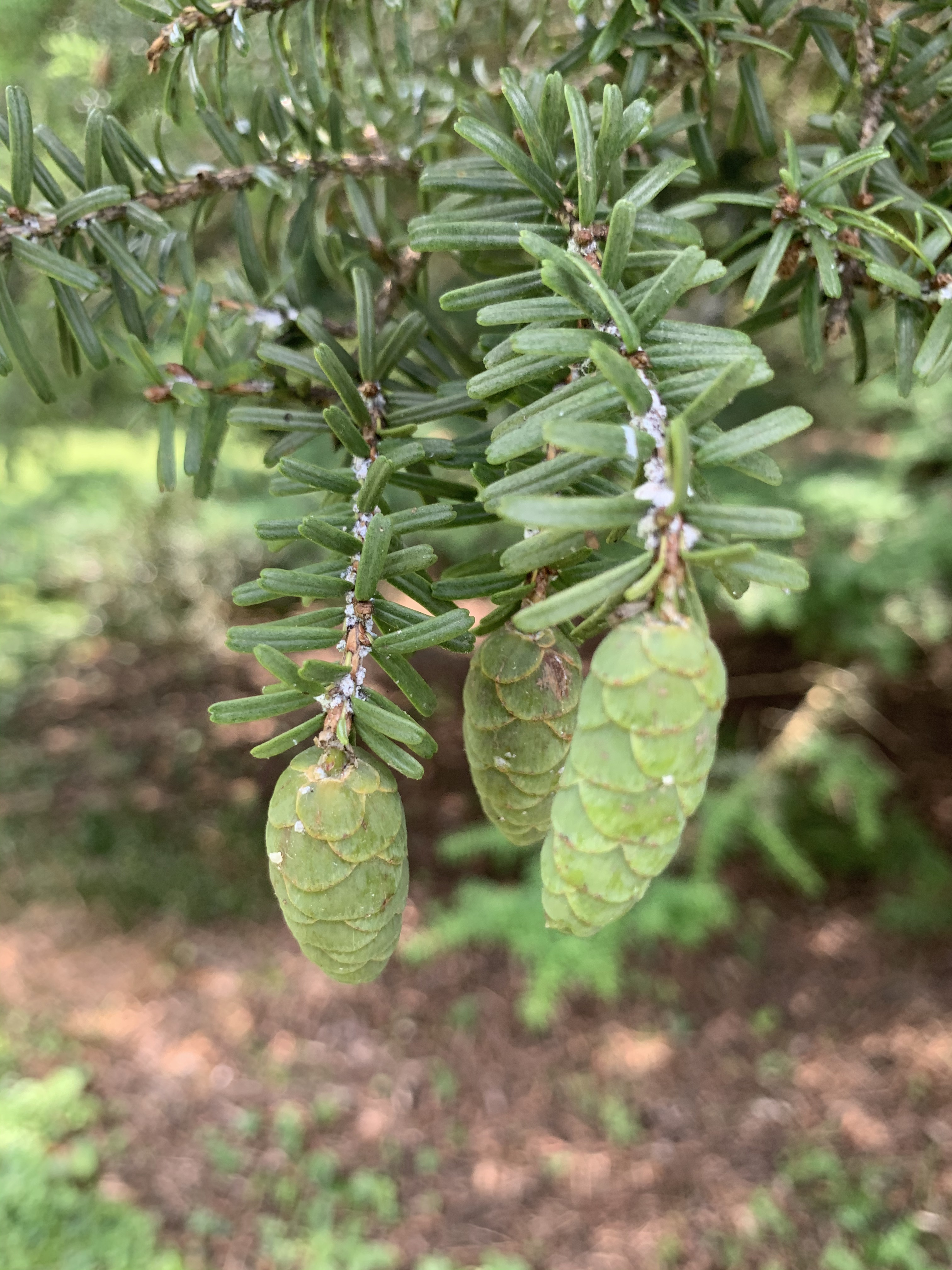
Молодые шишки